# Spiez
Spiez est une commune suisse du canton de Berne, située dans l'arrondissement administratif de Frutigen-Bas-Simmental dont elle est le chef-lieu.

## Géographie

### Situation
La ville est située sur la rive sud du lac de Thoune, au pied du Niesen.
La commune politique comprend cinq localités : Spiez, Einigen, Hondrich, Faulensee et Spiezwiler.
Le territoire de Spiez mesure 16,69 km2. Lors du relevé de 2013-2018, les surfaces d'habitations et d'infrastructures représentaient 32,4 % de sa superficie, les surfaces agricoles 34,7 %, les surfaces boisées 29,5 % et les surfaces improductives 3,5 %.
| Thoune               |        | Lac de Thoune    |
| Zwieselberg Reutigen | Spiez  | Krattigen        |
|                      | Wimmis | Aeschi bei Spiez |

### Transports
- La gare de Spiez constitue le début de la ligne du Lötschberg vers Brigue et Domodossola
- Sur la ligne Spiez - Zweisimmen (lisaison avec le MOB)
- Sur la ligne Spiez - Interlaken
- Autoroute A6 Spiez - Berne
- Autoroute A8 Spiez - Interlaken - Col du Brünig - Hergiswil et ensuite par l'autoroute A2 Lucerne ou le tunnel routier du Saint-Gothard
- Route H6
- Route H11
- Débarcadère sur le lac de Thoune pour les bateaux de la Schifffahrt Berner Oberland

## Histoire

Photo aérienne prise à 200 m par Walter Mittelholzer (1919)

La première mention de Spiez remonte à 762 et figure dans le testament de l'évêque Heddon de Strasbourg qui donne Spiez à l'abbaye alsacienne d'Ettenheim.

## Démographie

### Évolution de la population
La commune compte 13 190 habitants au 31 décembre 2023 pour une densité de population de 790 hab/km2. Sur la période 2010-2019, sa population a augmenté de 3,2 % (canton : 6,1 % ; Suisse : 9,4 %).  

### Pyramide des âges
En 2023, le taux de personnes de moins de 30 ans s'élève à 26,7 %, au-dessous de la valeur cantonale (29,9 %). Le taux de personnes de plus de 60 ans est quant à lui de 33,2 %, alors qu'il est de 28,9 % au niveau cantonal.
La même année, la commune compte 6 542 hommes pour 6 648 femmes, soit un taux de 49,6 % d'hommes, supérieur à celui du canton (49,1 %).
| Hommes | Classe d’âge | Femmes |
| ------ | ------------ | ------ |
| 0,8    | 90 ans ou +  | 1,8    |
| 10,7   | 75 à 89 ans  | 12,4   |
| 19,9   | 60 à 74 ans  | 20,7   |
| 21,4   | 45 à 59 ans  | 22,0   |
| 19,1   | 30 à 44 ans  | 17,8   |
| 15,1   | 15 à 29 ans  | 12,8   |
| 13,0   | - de 14 ans  | 12,5   |

| Hommes | Classe d’âge | Femmes |
| ------ | ------------ | ------ |
| 0,7    | 90 ans ou +  | 1,6    |
| 8,8    | 75 à 89 ans  | 11,0   |
| 17,6   | 60 à 74 ans  | 18,1   |
| 21,0   | 45 à 59 ans  | 20,4   |
| 20,9   | 30 à 44 ans  | 20,2   |
| 15,9   | 15 à 29 ans  | 14,9   |
| 15,1   | - de 14 ans  | 13,8   |

## Économie
- Centre d'exploitation et d'entretien du BLS
- Laboratoire de Spiez

## Culture et patrimoine

### Héraldique
| Blason | Blasonnement : Coupé, émanché d'argent et d'azur de trois pointes |

### Patrimoine bâti
- Le château de Spiez ;

Le château et le port de Spiez, au bord du lac de Thoune.

- Église du château (Schlosskirche), de style roman ;
- En 1870, le dernier propriétaire du château de Spiez appartenant à la famille d’Erlach tente de renflouer ses finances en procédant à une vaste opération immobilière à l’extrémité de la presqu’île de Spiez. Il demande à l’architecte franco-bernois Horace Édouard Davinet (constructeur aussi Grand Hôtel de Giessbach) de bâtir un vaste établissement hôtelier à deux avant-corps et tourelle dans le goût classique, à toit Mansart. Cette imposante bâtisse, trop coûteuse, a provoqué la faillite de son promoteur ; elle a été remplacée dans les années 1970 par un établissement bien plus discret[9].

### Personnalités
- Maya Pedersen-Bieri (1972-), championne olympique de skeleton Maya Pedersen-Bieri
- Adrian I von Bubenberg, héros de la bataille de Morat
- Caroline Steffen (1978-), championne du monde de triathlon ITU

### Médias
- Berner Oberländer[10]